# Feldmark Rastow - Kraak
Feldmark Rastow - Kraak este o arie protejată (arie de protecție specială avifaunistică — SPA) din Germania întinsă pe o suprafață de 781 ha, integral pe uscat.

## Localizare
Centrul sitului Feldmark Rastow - Kraak este situat la coordonatele 53°26′31″N 11°24′20″E / 53.4419°N 11.4056°E.

## Înființare
Situl Feldmark Rastow - Kraak a fost declarat arie de protecție specială avifaunistică în aprilie 2008 pentru a proteja 5 specii de animale.

## Biodiversitate
Situată în ecoregiunea continentală, aria protejată nu include niciun habitat protejat.
La baza desemnării sitului se află mai multe specii protejate de  păsări (5): barză albă (Ciconia ciconia ciconia), erete de stuf (Circus aeruginosus), presură de grădină (Emberiza hortulana), sfrâncioc roșiatic (Lanius collurio), ciocârlie de pădure (Lullula arborea).